# Jackie Boo Flight
Jackie Boo Flight eller J.B.F. var et dansk beatorkester/rockgruppe, der eksisterede fra 1971 til 1975.
Gruppen bestod af Hans Erik Lerchenfeld, Sven Foged, Johnny Thingsager Madsen, Kresten Lassen og Henning Stærk. 
I 1972 udgav gruppen Mareridt med lykkelig udgang. Gruppen var aktiv i det århusianske musikmiljø og var med til at oprette Musikernes Kontakt, der senere blev til Århus Musikkontor.

## Diskografi
- 1972 Mareridt med lykkelig udgang'
- 1973 Jackie Boo Flight 2